# Mehmet Dragusha
Mehmet Ashim Dragusha (* 9. Oktober 1977 in Priština, Sozialistische Föderative Republik Jugoslawien) ist ein kosovo-albanischer Fußballspieler und -trainer.

## Karriere

### Verein
Im Kosovo waren die Stationen des Mittelfeldspielers die Vereine KF Besëlidhja Prishtina und KF Prishtina. 1997 wechselte er nach Slowenien zum NK Maribor und ab 2000 spielte er in Deutschland, zunächst für FC Sachsen Leipzig, ein Jahr später wechselte er dann zu Eintracht Trier. Ab 2003 spielte er für Eintracht Frankfurt und erzielte ein Tor in 14 Erstliga-Einsätzen. Im Juli 2005 wechselte er schließlich zum SC Paderborn 07. Zur Saison 2007/08 schloss Dragusha sich dem Süd-Regionalligisten SV Elversberg an, nach nur einer Saison wechselte er zum 1. FC Magdeburg. Im März 2010 schloss sich Dragusha dem hessischen Kreisoberligisten TuS Dietkirchen an, im August desselben Jahres wechselte er zum hessischen Verbandsligisten FSV Braunfels. Am 19. April 2012 gab der A-Ligist SV Elz bekannt, dass Dragusha zur Saison 2012/13 den Posten des Spielertrainers bekleidet. Zur Saison 2024/25 wechselte er nach zwölf Jahren beim SV Elz zum TuS Gückingen.

### Nationalmannschaft
Sein Debüt für die A-Nationalmannschaft des Kosovos gab Dragusha am 6. September 2002 in einem inoffiziellen Länderspiel gegen Albanien. Bei der 0:1-Niederlage in Priština kam er über 90 Minuten zum Einsatz. Von 2003 bis 2005 spielte Dragusha dann insgesamt zehn Mal für die albanische Nationalmannschaft.

## Erfolge
- Slowenischer Meister: 1999, 2000
- Slowenischer Pokalsieger: 1999

## Sonstiges
Sein Bruder Alban (* 11. Dezember 1981) war ebenfalls Fußballprofi und spielte unter anderem für Worskla Poltawa, FK Baku und Kalmar FF.